# Paul Fremineur
Paul Fremineur fue un deportista belga que compitió en remo. Ganó una medalla de bronce en el Campeonato Europeo de Remo de 1922, en la prueba de cuatro con timonel.

## Palmarés internacional
| Campeonato Europeo | Campeonato Europeo | Campeonato Europeo | Campeonato Europeo |
| Año                | Lugar              | Medalla            | Prueba             |
| ------------------ | ------------------ | ------------------ | ------------------ |
| 1922               | Barcelona (España) | Medalla de bronce  | Cuatro con timonel |